# Regió de Cacheu
La Regió de Cacheu és una regió al nord-oest de Guinea Bissau, a la província de Norte. La seva capital és Cacheu. Limita al nord amb Senegal, a l'oest amb l'oceà Atlàntic, al sud amb la regió de Biombo i a l'est amb la regió d'Oio. Juntament amb aquestes dues últimes regions forma la província de Norte.
L'extensió de territori d'aquesta regió abasta una superfície de 5.174 quilòmetres quadrats, mentre que la població es compon d'uns 192.508 residents (xifres del cens de l'any 2004). La densitat poblacional és de 37,2 habitants per quilòmetre quadrat.

## Divisió administrativa

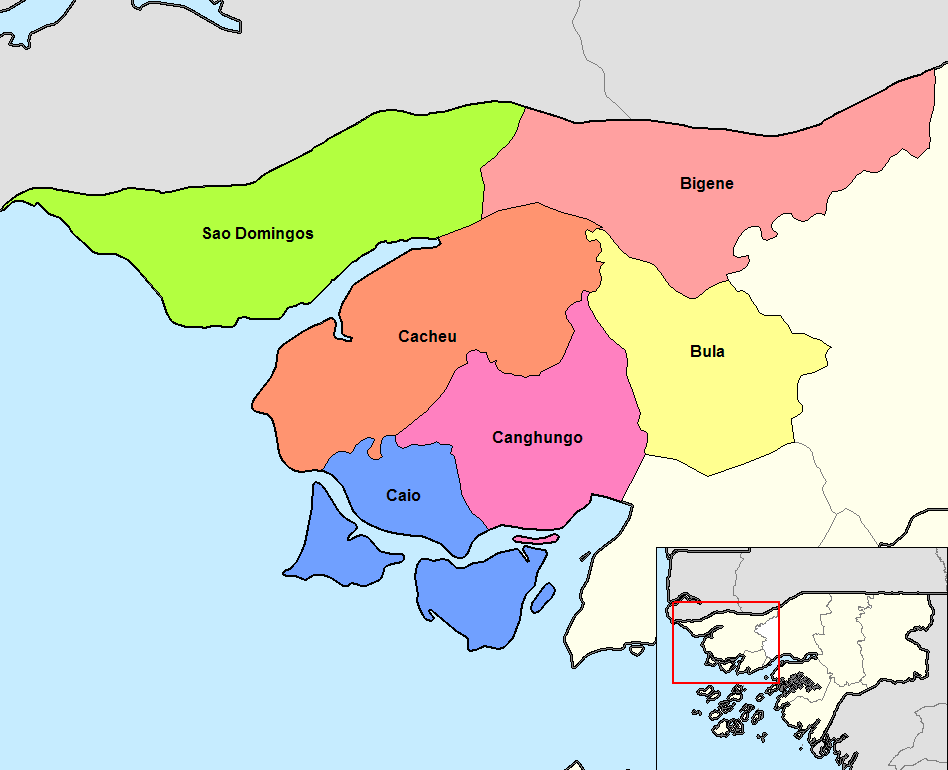
Sectors de Cacheu

Està dividit en 6 sectors:
- Bigene
- Bula
- Cacheu
- Caio
- Canghungo
- São Domingos